# Basílio do Nascimento

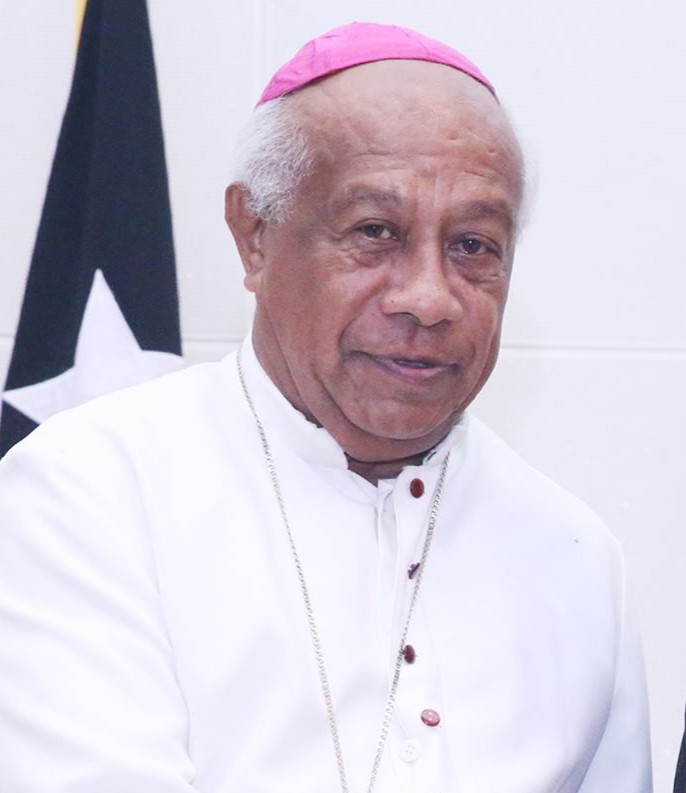
Bischof Basilio do Nascimento (2017)

Basílio do Nascimento (* 14. Juni 1950 in Suai, Portugiesisch-Timor; † 30. Oktober 2021 in Dili, Osttimor) war römisch-katholischer Bischof von Baucau in Osttimor und Vorsitzender der Timoresischen Bischofskonferenz (Conferência Episcopal Timorense CET).

## Leben

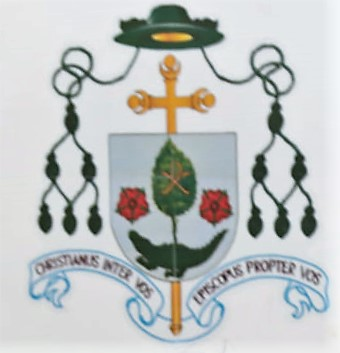
Bischofswappen von Nascimento

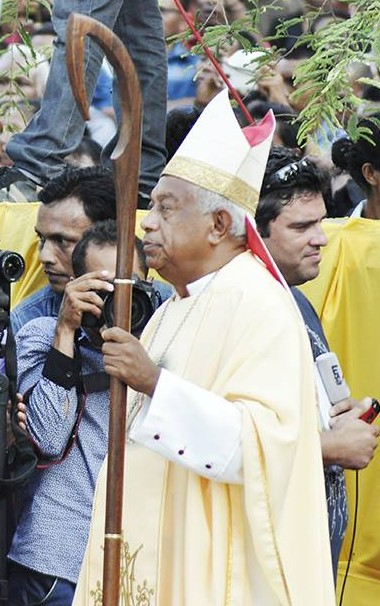
Bischof Basilio do Nascimento in Oe-Cusse Ambeno (2015)

Basílio do Nascimento wurde in Suai als Sohn von Víctor do Nascimento und Teresa Mesquita do Nascimento geboren. Basílio besuchte von 1956 bis 1958 die Grundschule in Zumalai und von 1959 bis 1962 die Grundschule in Maliana. Dem folgte von 1963 bis 1969 das kleine Priesterseminar Nossa Senhora da Fatima in Dare und das höhere Priesterseminar Nossa Senhora Purificação im portugiesischen Évora von 1969 bis 1976.
Am 25. Juni 1977 empfing Nascimento in Évora das Sakrament der Priesterweihe. Danach ging er nach Paris, wo er sich in der Seelsorge der portugiesischen und spanischen Einwanderer kümmerte. Daneben schloss Nascimento in dieser Zeit das Lizentiat in Pastoraltheologie und Katechese am Katholischen Institut von Paris ab und erwarb ein Diplom in französischer Literatur und Sprache. 1982 ging er zurück nach Portugal, wo er Pfarrer von Cano und Casa Branca sowie Santa Vitória do Ameixial war. In Évora wurde er auch zum Mitglied des Ausbildungsteams des Priesterseminars der Erzdiözese Évora in Vila Viçosa ernannt. Er war Professor für Pastoraltheologie am Höheren Institut für Theologie, geistlicher Leiter des Großen Seminars Nossa Senhora da Purificação in Évora und auch Diözesanverantwortlicher im Sekretariat für Berufungspastoral.
Im Oktober 1994 kehrte Nascimento nach Dilli zurück und wurde Pfarrvikar der Pfarrei Nossa Senhora do Rosário de Fátima in Ainaro. Nachdem er im September 1995 von den Indonesiern aus Ainaro nach Dili abgeschoben worden war, wurde Nascimento im Dezember 1995 bischöflicher Vikar für pastorale Angelegenheiten der Diözese Dili. Papst Johannes Paul II. ernannte ihn am 30. November 1996 zum Apostolischen Administrator der neu geschaffenen Diözese Baucau sowie zum Titularbischof von Septimunicia und spendete ihm am 6. Januar 1997 die Bischofsweihe. Mitkonsekratoren waren die Kurienerzbischöfe Giovanni Battista Re und Miroslaw Marusyn.
Als Carlos Filipe Ximenes Belo aus gesundheitlichen Gründen als Apostolischer Administrator von Dili zurücktrat, wurde Nascimento Apostolischer Administrator von Dili. Wenige Tage nach der Ernennung Alberto Ricardo da Silvas zum Diözesanbischof von Dili wurde Nascimento am 6. März 2004 zum Bischof von Baucau ernannt und 2011  zum ersten Vorsitzenden der timoresischen Bischofskonferenz. Als Silva am 9. Februar 2015 aus gesundheitlichen Gründen zurücktrat, wurde Nascimento für die bis zum Januar des folgenden Jahres währende Dauer der Sedisvakanz erneut apostolischer Administrator von Dili.

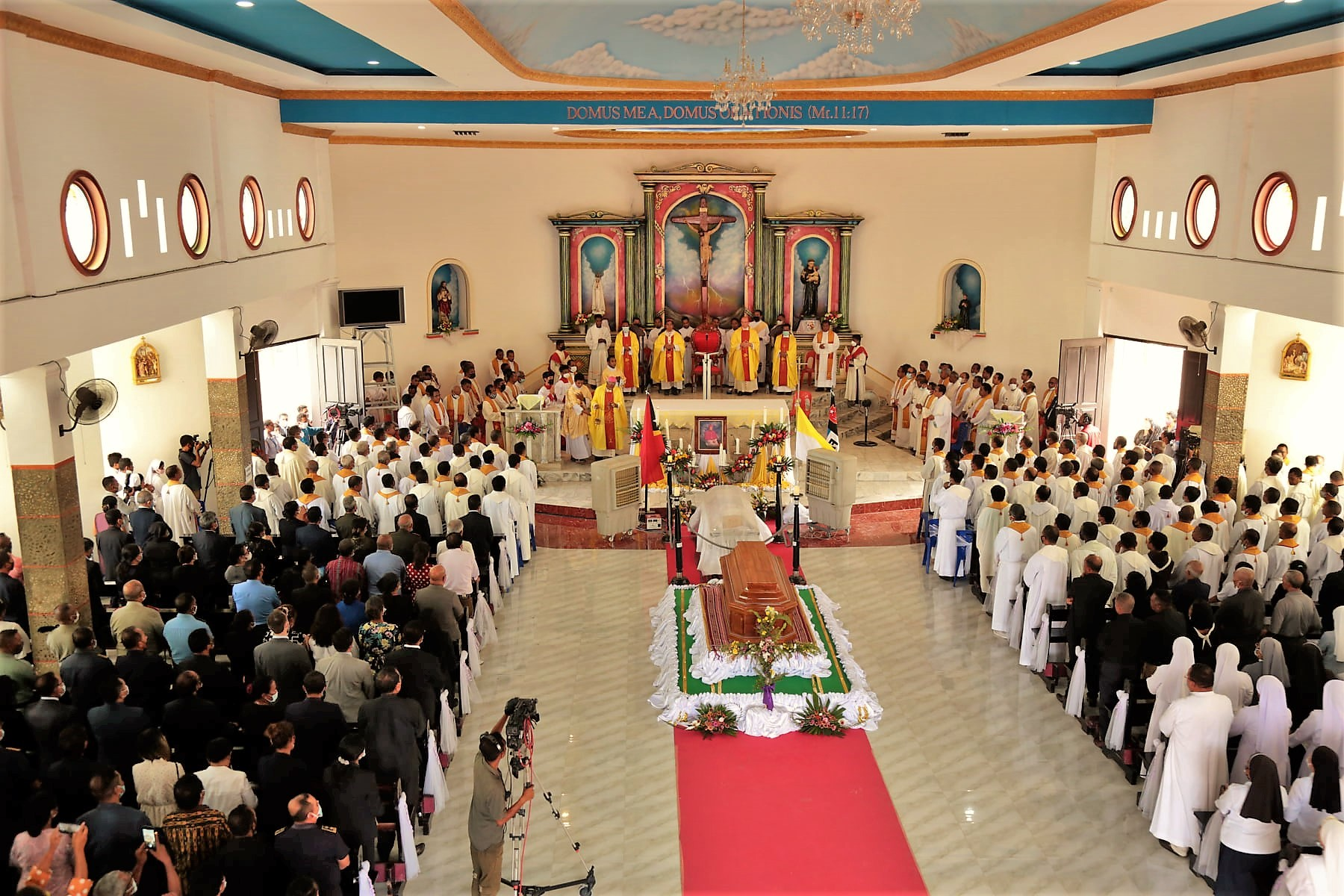
Beerdigung von Nascimento

2021 erlitt Nascimento in Cova Lima einen Herzinfarkt. Er wurde mit dem Flugzeug nach Dili in das Hospital Nacional Guido Valadares (HNGV) gebracht, wo er im Alter von 71 Jahren verstarb. Er wurde am 4. November in der Kathedrale von Baucau beigesetzt.

## Ehrungen
- Grã-Cruz da Ordem da Liberdade (Großkreuz des Ordens der Freiheit) von Portugal, 7. Dezember 1999[1]

## Sonstiges
Nascimento sprach Portugiesisch, Spanisch, Französisch, Italienisch, Englisch, Tetum, Bunak, Mambai und Bahasa Indonesia.